# Paul Fuchs

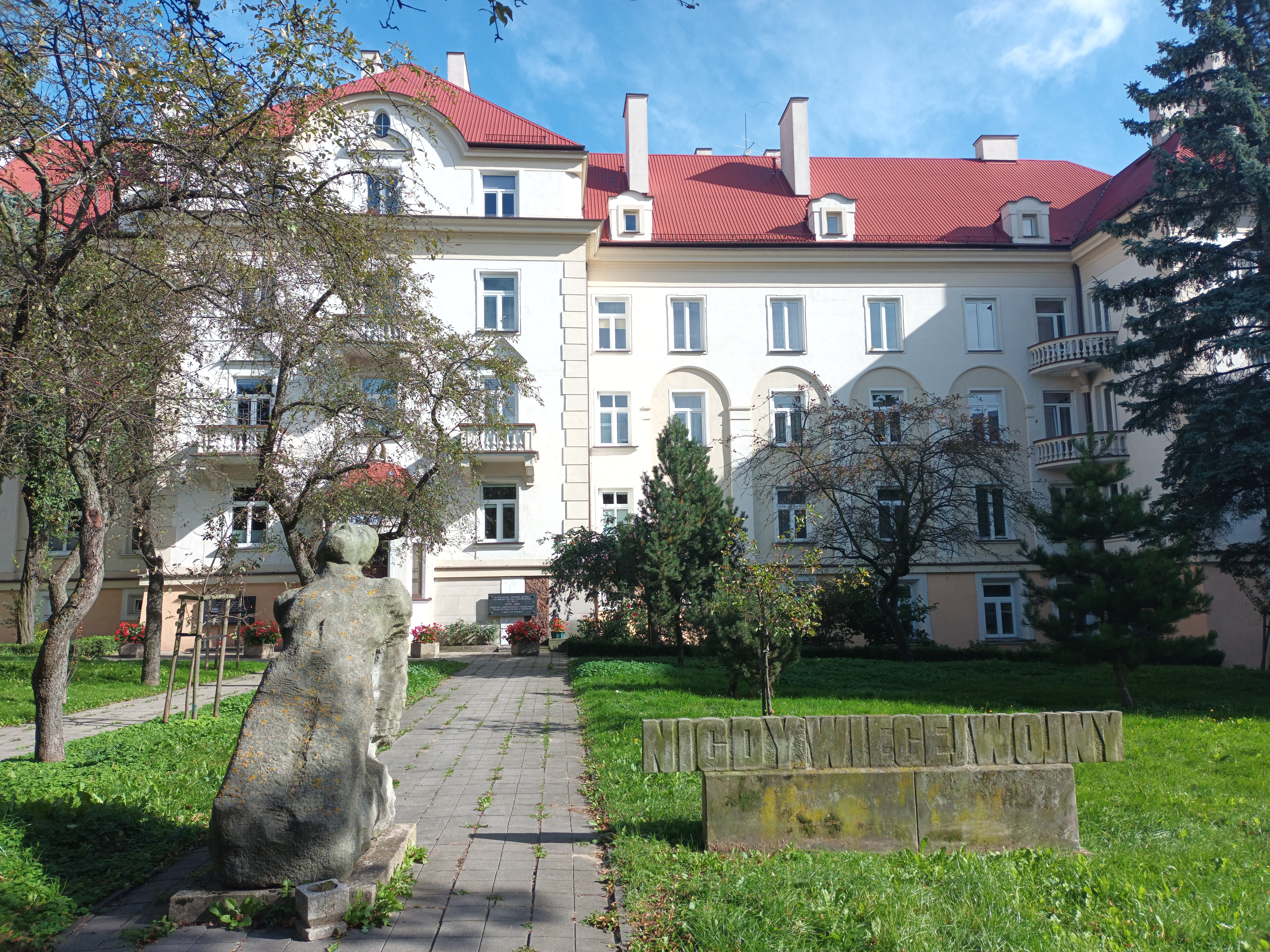
Radom, siedziba Gestapo w czasie II wojny światowej

Paul Fuchs (10 czerwca 1908 w Höchst, zm. 9 października 1983 w Augsburgu) – oficer SS, śledczy (Kriminalrat) Gestapo i naczelnik tego wydziału w komendzie Sipo-SD. Na początku 1945 roku był oficerem łącznikowym SS w Brygadzie Świętokrzyskiej. Nazywany „Lisem z Radomia”.

## Życiorys
Paul Fuchs zdał maturę w 1927, pięć lat później został zatrudniony w augsburskiej policji kryminalnej. Od 1936 pracował w Gestapo kolejno w Norymberdze, Monachium i Moguncji. W trakcie kampanii wrześniowej służył w Einsatzkommando 2/III przy 8 Armii, po jej zakończeniu został skierowany do komendy Sipo-SD na dystrykt radomski Generalnego Gubernatorstwa, w której został szefem wydziału Gestapo (do 1942 był to referat IIIC – walka z ruchem oporu, między jesienią 1942 a kwietniem 1944 referaty IVA – ruch oporu i partie polityczne oraz IVN – agentura, a od 15 kwietnia 1944 IV1 – opozycja, IV2 – sabotaż i IVN). W 1941 został przyjęty do NSDAP, według charakterystyki „170 cm wzrostu, blondyn, oczy piwne, mały wąsik. Mówi niemczyzną literacką bądź gwarą szwabską z wtrętami bawarskimi”.
Jako szef kontrwywiadu SS na dystrykt miał pod sobą ok. 30–40 funkcjonariuszy oraz ok. 150 agentów. Wśród podwładnych i współpracowników Fuchsa znaleźli się także Polacy, min. Alfred Manowski („specjalista od przesłuchań”), Stefan Falkowski (początkowo tłumacz), Józef Jerzy Kessler ps. „K-22” (agent w AK), ppor. Jerzy Wojnowski ps. „Motor” (agent w AK) i Hubert Jura ps. „Tom” (kapitan NSZ). Swoich przełożonych informował, że dysponuje kartoteką 40 tysięcy nazwisk osób zaangażowanych lub podejrzanych o działalność przeciwko III Rzeszy. Do jego największych osiągnięć w walce z polskim podziemiem należały min. aresztowanie szefa sztabu Komendy Głównej Związku Walki Zbrojnej płk Janusza Albrechta ps. „Wojciech”, rozbicie trzech kolejnych Komitetów Miejskich Polskiej Partii Robotniczej w Radomiu, przejęcie kontroli nad Ruchem „Miecz i Pług” oraz utworzenie złożonej z Polaków organizacji wywiadowczej „Toma” zwalczającej polski ruch oporu, przede wszystkim komunistów i inne stronnictwa lewicy.
Zdaniem Fuchsa we wspólnym interesie Polaków i Niemców była walka ze ZSRR i rodzimym ruchem komunistycznym dlatego od 1941 starał się nawiązać kontakt ze Związkiem Jaszczurczym, a następnie Narodowymi Siłami Zbrojnymi. Za pomocą „Toma” porozumiał się z dowództwem Brygady Świętokrzyskiej NSZ-ONR, która zwalczała nie tylko komunistów z AL, ale również niekomunistyczne organizacje ruchu oporu (zarówno lewicowe, takie jak PAL i OW PPS-AK, jak i prawicowe, np. NOW-AK, NSZ-AK oraz BCh), mając na celu przejęcie pełni władzy w Polsce i wprowadzenie w niej faszystowskiej dyktatury. Zorganizował on także ewakuację jednostki z Kielecczyzny oraz przerzut ok. 60 dywersantów na zajmowane przez Sowietów ziemie polskie.
Po wojnie razem z Hubertem Jurą pracować miał w tworzonej przez Amerykanów siatce wywiadowczej przeznaczonej do działania w bloku wschodnim, prawdopodobnie oddał swoje usługi także zachodnioniemieckiej agencji wywiadowczej kierowanej przez gen. Reinharda Gehlena, byłego szefa wydziału OKH Fremde Heere Ost. Mimo dowodów na popełnione zbrodnie przez Paula Fuchsa na ziemi radomskiej i Kielecczyźnie w latach 1964–1980 umarzano kolejne śledztwa przeciwko niemu.

## Awanse
- SS-Hauptsturmführer – 1943

## Odznaczenia
- Krzyż Zasługi Wojennej I i II klasy lub Krzyż Żelazny I i II klasy[a]